# M. Alfred Michaelson

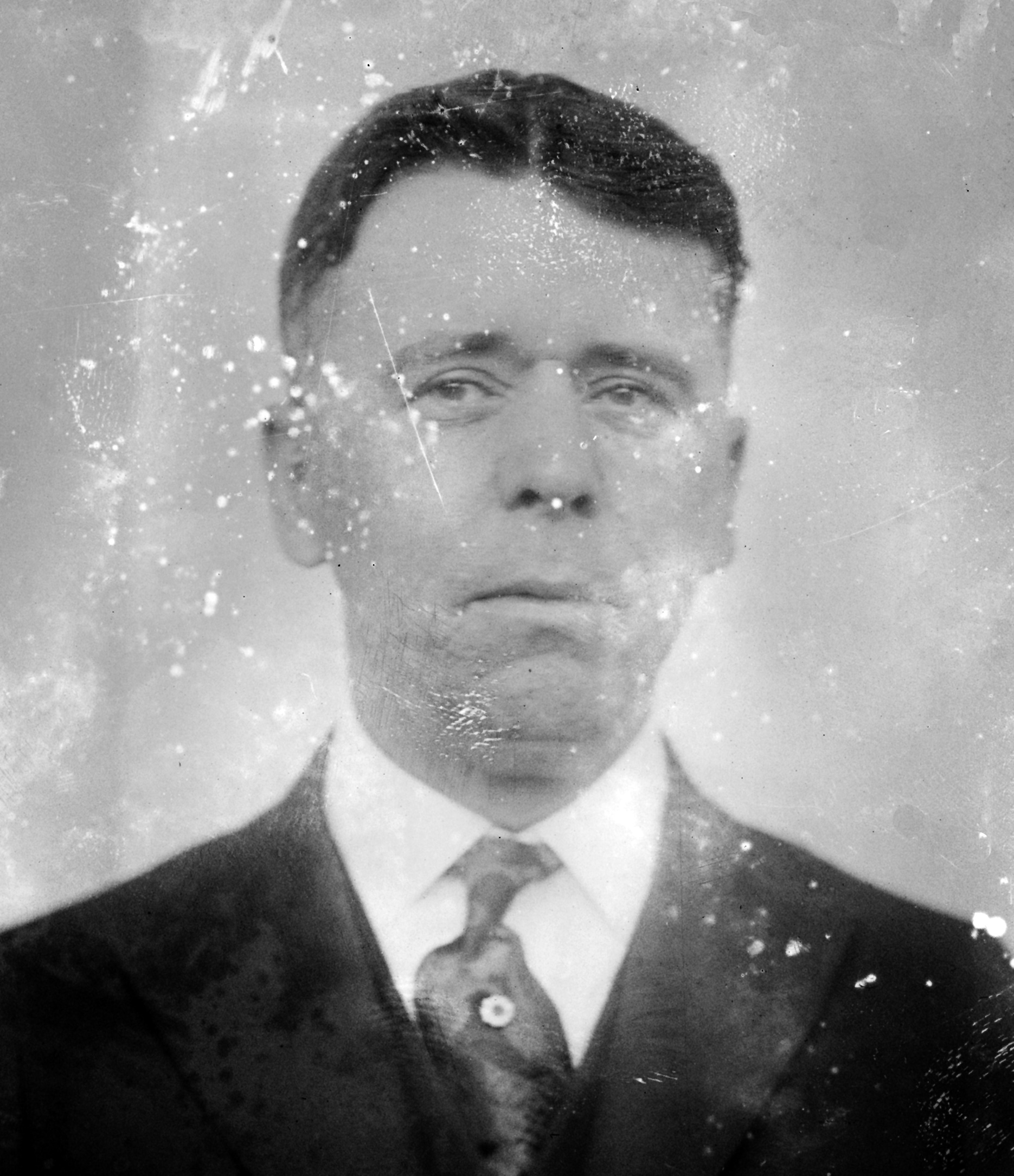
M. Alfred Michaelson

Magne Alfred Michaelson (* 7. September 1878 in Kristiansand, Norwegen; † 26. Oktober 1949 in Chicago, Illinois) war ein US-amerikanischer Politiker. Zwischen 1921 und 1931 vertrat er den Bundesstaat Illinois im US-Repräsentantenhaus.

## Werdegang
Im Jahr 1885 kam Alfred Michaelson mit seinen Eltern aus seiner norwegischen Heimat nach Chicago. Er besuchte die öffentlichen Schulen seiner neuen Heimat sowie die Chicago Normal School, die er im Jahr 1898 absolvierte. Zwischen 1898 und 1914 arbeitete er als Lehrer. Gleichzeitig schlug er als Mitglied der Republikanischen Partei eine politische Laufbahn ein. Von 1915 bis 1918 saß er im Stadtrat von Chicago; im Jahr 1920 war er Delegierter auf einer Versammlung zur Überarbeitung der Verfassung von Illinois. Michaelson stieg auch in das Bankgewerbe ein. In den Jahren 1924 bis 1927 war er Vorstandsmitglied der Madison and Kedzie State Bank of Chicago.
Bei den Kongresswahlen des Jahres 1920 wurde Michaelson im siebten Wahlbezirk von Illinois in das US-Repräsentantenhaus in Washington, D.C. gewählt, wo er am 4. März 1921 die Nachfolge von Niels Juul antrat. Nach vier Wiederwahlen konnte er bis zum 4. März 1931 fünf Legislaturperioden im Kongress absolvieren. Im Jahr 1930 wurde er von seiner Partei nicht mehr zur Wiederwahl nominiert. 1929 wurde er wegen Alkoholschmuggels verhaftet, aber sein Schwager nahm die Schuld auf sich. Michaelson wurde nicht belangt.
Nach dem Ende seiner Zeit im US-Repräsentantenhaus trat Alfred Michaelson politisch nicht mehr in Erscheinung. Er starb am 26. Oktober 1949 in Chicago, wo er auch beigesetzt wurde.